# Christiane Brunner (Politikerin, 1976)

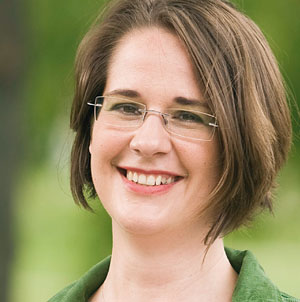
Christiane Brunner (2006)

Christiane Brunner (* 23. September 1976 in Güssing) ist eine österreichische Politikerin (Grüne) und Projektkoordinatorin im Bereich erneuerbare Energie. Brunner war von 2008 bis 2017 Abgeordnete zum österreichischen Nationalrat.

## Ausbildung und Beruf
Brunner besuchte zwischen 1983 und 1987 die Volksschule im Mogersdorf und im Anschluss bis 1991 die Hauptschule in Jennersdorf, wo ihre Mutter Lehrerin war. 1991 wechselte sie an das Bundesoberstufenrealgymnasium in Jennersdorf, an dem sie 1995 die Matura ablegte und von welchem ihr Vater später Direktor war. Sie studierte im Anschluss bis 1996 Rechtswissenschaften an der Karl-Franzens-Universität Graz, sattelte jedoch ab 1996 auf ein Studium der Umweltsystemwissenschaften um. 2002 schloss sie ihr Studium mit dem akademischen Grad Mag.rer.nat.  ab. Seit 2007 studiert Brunner wieder Rechtswissenschaften, diesmal jedoch an der Johannes Kepler Universität Linz.
Brunner arbeitet seit 2003 als Projektkoordinatorin im Bereich erneuerbare Energie in Güssing.

## Politik
Brunner war zwischen 2002 und 2005 Gemeinderätin in Mogersdorf, wobei sie als unabhängiges Mitglied auf der Liste der ÖVP in den Gemeinderat gewählt wurde. Sie wechselte in der Folge zu den Grünen und vertritt diese seit 2008 im Gemeinderat. Zudem ist Brunner seit 2005 Bezirksparteisprecherin der Grünen im Bezirk Jennersdorf. Sie ist zudem Bundeskongress-Delegierte für das Burgenland und kandidierte auf dem dritten Listenplatz bei der Landtagswahl im Burgenland 2005. Brunner setzte sich bei der Listenerstellung für die Nationalratswahl 2008 gegen die bisherige Nationalratsabgeordnete Michaela Sburny durch und kandidierte auf dem fünften Platz des Bundeswahlvorschlags der Grünen. Brunner wurde am 28. Oktober 2008 als Abgeordnete im Nationalrat angelobt und übernahm als Bereichssprecherin des Grünen Parlamentsklubs die Agenden Umwelt-, Anti-Atom- und Energiepolitik, sowie Tierschutz.
In der Legislaturperiode bis 2013 war sie Mitglied in folgenden Ausschüssen:
Ständiger Unterausschuss in Angelegenheiten der Europäischen Union, Unterausschuss des Ausschusses für Land- und Forstwirtschaft, Unterausschuss des Verfassungsausschusses, Ausschuss für Land- und Forstwirtschaft, Ausschuss für Petitionen und Bürgerinitiativen, Ausschuss für Wirtschaft und Industrie, Umweltausschuss, Verkehrsausschuss.
Brunner engagiert sich seit 2003 für die Bürgerinitiative gegen die S7, und seit 2006 für die Bürgerinitiative gegen die Müllverbrennungsanlage Heiligenkreuz.

## Privates
Brunner wuchs in Wallendorf auf und lebt in Jennersdorf.

## Auszeichnungen
- 2019: Großes Goldenes Ehrenzeichen für Verdienste um die Republik Österreich[3]